# Bataille de Quipaipan
La bataille de Quipaipan oppose en avril 1532, pendant la guerre civile inca, les forces de Huascar aux guerriers d'Atahualpa. C'est la dernière bataille du conflit (guerre de succession inca), car Huascar y est capturé puis emprisonné.

## Déroulement de la bataille
Alors qu'Atahualpa a rasé la ville de Tumebamba lors de la bataille de Chimborazo (en), Huascar, n'ayant plus le temps de former une nouvelle armée, rassemble ses derniers soldats, soit 80 000 hommes, pour l'affronter. Atahualpa, plus organisé, envoie ses généraux dans les provinces avoisinante pour recruter des hommes. Les généraux parviennent à lever une armée en un temps record, pour un effectif total de plus de 50 000 hommes. la bataille a eu lieu à Quipaipan, ou après une longue lutte, Huascar est fait prisonnier et son armée dissoute. Après cette bataille, Quizquiz s'empare de Cusco, qui est conquise ultérieurement par les conquistadors espagnols.